# Adolfino Cañete
Adolfino Cañete Azcurra (Asunción, 1957. szeptember 13. – ) paraguayi válogatott labdarúgó. 

## Pályafutása

### Klubcsapatban
1975 és 1977 között a River Plate játékosa volt. 1977-től 1980-ig a Sol de Américát erősítette. 1980 és 1984 között Argentínában a Ferro Carril Oeste csapatában játszott és két bajnoki címet szerzett. 1984 és 1986 között a mexikói Cruz Azulban szerepelt. 1986 és 1987 között a kolumbiai Unión Magdalena, 1987 és 1988 között az argentin Deportivo Mandiyú játékosa volt. 1988-tól 1990-ig a Talleres de Córdoba labdarúgója volt. 1990-ben rövid ideig a chilei Cobreloa volt a csapata. 1990 és 1991 között a Lanúsban játszott. 1993-ban a Colón színeiben fejezte be a pályafutását. 

### A válogatottban
1985 és 1989 között 29 alkalommal szerepelt a paraguayi válogatottban és 3 gólt szerzett. Részt vett az 1986-os világbajnokságon, ahol a paraguayiak összes mérkőzésén kezdőként lépett pályára. Részt vett az 1987-es és az 1989-es Copa Américán is.

## Sikerei, díjai
Ferro Carril Oeste
- Argentin bajnok (2): Nacional 1982, Nacional 1984